# Рогаткин, Николай Николаевич
Николай Николаевич Рогаткин (28.12.1885, Кострома — 27.01.1948, Свердловск) — советский химик, профессор Уральского политехнического института.

## Биография
Из купеческой семьи. Окончил Костромскую губернскую гимназию (1905) и естественное отделение физико-математического факультета Московского университета (1910).
Трудовая деятельность:
- 1910—1912 преподаватель естественных наук Костромской губернской гимназии
- 1912—1918 преподаватель химии Томского технологического института, Донского политехнического института
- 1918—1920 преподаватель химии Московского государственного университета
- февраль-октябрь 1920 зав. кафедрой общей химии Свердловского горного института

С 1920 г. в Уральском индустриальном (политехническом) институте, зав. кафедрой сухой перегонки древесины (1923—1927) и химической технологии топлива (1927—1938), декан химического факультета (1929—1944).
Основатель (1931) и первый директор Восточного научно-исследовательского углекоксового (углехимического) института (ВУХИН) (Свердловск).
Вместе с В. Н. Козловым был создателем лаборатории, из которой затем вырос Институт металлургической теплотехники — ВНИИМТ.
Профессор (1935).
Сочинения:
- Сборник научно-исследовательских работ Уральского углекоксового института (1932—1933 гг.) [Текст]. — Свердловск : ОНТИ, 1934. — Обл., 220, [4] с. : ил.; 23х15 см. — (К VII съезду советов/ НКТП СССР. Урал. углекоксовый науч.-иссл. ин-т).

Скончался 27 января 1948 года, похоронен на Михайловском кладбище Екатеринбурга.